# Freudenmädchen (Film)
Freudenmädchen (Originaltitel: Filles de joie, internationaler Titel: Working Girls) ist ein belgisch-französisches Filmdrama aus dem Jahr 2020 von Frédéric Fonteyne und Anne Paulicevich.

## Handlung
Axelle, Dominique und Conso teilen ein Geheimnis. Sie führen ein Doppelleben. Jeden Morgen überqueren sie die Nordgrenze Frankreichs, um in Belgien als Prostituierte Athena, Circe und Hera legal arbeiten zu gehen. Während sie im Wohnzimmer des Bordells auf Kunden warten, gibt es genug Zeit für Späße und Unterhaltung.
Alle drei sind auf ihr Einkommen dringend angewiesen. Axelle, eine blonde Frau in den Dreißigern, wohnt mit ihren drei lauten Kindern und der Mutter in einer viel zu kleinen Wohnung. Ihrem Ex-Mann, einem eifersüchtigen Alkoholiker, gefällt es gar nicht, dass sie nach der Scheidung das Sorgerecht über die Kinder bekommt. Axelles junge aus dem Senegal stammende Kollegin Conso sieht sich ohne formale Bildung und aufgrund ihrer Herkunft in ihren Perspektiven eingeschränkt. Sie knüpft alle Hoffnungen an ihren wohlhabenden Freund, von dem sie schwanger zu werden versucht. Dominique schließlich, eine etwa fünfzigjährige Frau, sorgt sich um die Zukunft ihrer jugendlichen Kinder. Sie will nicht dass der Sohn Mitglied einer Gang wird oder dass die Tochter dem Weg ihrer Mutter folgt.
Als Axelle in Gefahr gerät, vereinigen sich die drei Frauen, um den Widrigkeiten zu begegnen. Am Ende eines Sommers begraben sie gemeinsam den Körper eines toten Menschen. 

## Hintergrund
In Vorbereitung auf das Drehbuch gelang es Anne Paulicevich mit dem Segen des bekannten französischen Zuhälters Dodo la Saumure für 9 Monate in die Welt der Bordelle einzutauchen und anschließend auch dem Regisseur Frédéric Fonteyne und den drei Hauptdarstellerinnen Zugang zu verschaffen. Prägende Erfahrung wurde der Aspekt des Doppellebens der Sexarbeiterinnen, der auch im fertigen Film eine wichtige Rolle einnimmt.
Freudenmädchen feierte am 25. Januar 2020 auf dem International Film Festival Rotterdam Premiere und erlebte seinen Kinostart am 22. Juni 2020 zur Wiedereröffnung der französischen Kinos nach deren Schließung aufgrund der COVID19-Pandemie. Mit insgesamt 47 138 Zuschauern in Frankreich war der Film ein Misserfolg an der Kinokasse, was unter anderem auch an der mangelnden Kinolust der Zuschauer nach dem Lockdown und fehlender Reklame für den Film gelegen haben könnte.
Der Film wurde als belgischer Beitrag für den besten fremdsprachigen Film bei der 93. Oscar-Verleihung ausgewählt. In Deutschland erschien er am 15. Januar 2021 bei Prime Video. 

## Rezeption
Für Olivier Bachelard von Abus de Ciné ist Freudenmädchen ein Film „über Widerstand, Freiheit und soziale und persönliche Not“, ein „mutiger und direkter Film [...] der fast alles seinen beeindruckenden drei Darstellerinnen zu verdanken hat.“ Das findet auch Marko Stojiljković vom kroatischen Online-Magazin Lupiga: „Am Drehbuch, das die Charaktere in ihren Gemeinsamkeiten und Unterschieden klar definiert, sowie an der Wahl der drei Hauptdarstellerinnen wurde bereits viel Arbeit geleistet.“ Das wiederholte Erzählen einzelner Szenen aus verschiedenen Blickwinkeln erinnere ihn an Exotica (1994).
Laurent Cambon von aVoir-aLire beschreibt Freudenmädchen als einen politisch geprägten Film, „der versucht, die moderne Sklaverei von Frauen jeden Alters anzuprangern.“ Die gezeigte Gewalt sei dabei so extrem, dass ein böswilliger Zuschauer sie als eine Form ideologischer Manipulation betrachten könnte. Wenn die im Film dargestellten „Männer keine Lügner oder sexuelle Perverse sind, sind sie schwach oder machtlos.“ Cambon zeigt sich überrascht, „dass die Schauspieler sich bereit erklärt haben, diese eher karikierten Männer zu spielen, da es ihrem Porträt an Nuancen mangelt.“
Hedwig van Driel widmet sich in ihrer Kritik auf Cine.nl der Dramaturgie des Films: „Ein Rashomon-Rahmen kann eine schöne Möglichkeit sein, mit der Perspektive zu spielen und zu zeigen, dass die Dinge in den Augen eines anderen ganz anders aussehen können.“ Es gäbe allerdings „nur eine Szene, die beim zweiten Mal wirklich anders aussieht, nämlich eine, in der sich unsere bisherige Interpretation (und die einer Figur) als falsch herausstellt. Darüber hinaus werden hauptsächlich Wiederholungen produziert.“ Die Struktur sei „letztlich einer der Gründe dafür, dass die Thriller-Aspekte nicht erfolgreich aufgebaut werden können“ und der Film „dadurch nicht wirklich mehr als eine Ansammlung von Momenten“ sei.
William Richard von Le Rayon Vert zeigt sich irritiert, dass der Film Freudenmädchen (den er als eine Art Denunziationskino beschreibt) im Fernsehen und in der Presse als Superheldinnenfilm präsentiert werde. Schließlich sehe man die Protagonistinnen getrieben von Ressentiments und Misstrauen zum Beispiel beim Filmen von Rachepornos. „Der Gerechtigkeit widersetzen sie sich mit ihrem Wunsch, die Männer selbst loszuwerden. In diesem Zusammenhang funktioniert Heldenliteratur nicht.“ Anstelle des Phallozentrismus werde lediglich eine ‚Klitorismacht‘ herbeigeführt. „Im Namen eines bestimmten Feminismus wird es legitim, Männer zu schlagen und sogar zu töten, die Frauen unterdrücken. [...] Soviel zur ‚Botschaft‘, die weder politisch noch emanzipatorisch ist.“